# S-Bahn van München
De S-Bahn van München is een S-Bahn (Stadtschnellbahn) die geëxploiteerd wordt door de DB Regio Bayern. Het netwerk ligt rond de stad München, de hoofdstad van de Duitse deelstaat Beieren. Op werkdagen maken ongeveer 800.000 reizigers gebruik van de S-Bahn.
Het S-Bahn-netwerk werd gevormd uit reeds bestaande voorstadstrajecten van de Duitse spoorwegen in de aanloop naar de Olympische Zomerspelen die in 1972 in München werden gehouden. De lijnen werden geëlektrificeerd en in München door de nieuwe Citytunnel tussen het Hauptbahnhof en het Ostbahnhof verbonden.
De S-Bahn van München heeft met 434 km het op twee na langste netwerk van de Duitse S-Bahn-bedrijven.

## Varia
De eerste aflevering van Derrick in 1974 begint bij het station van Feldkirchen.
Berlijn · Breisgau · Bremen/Niedersachsen · Donau-Iller · Dresden · Hamburg · Hannover · Keulen · Mitteldeutschland · Mittelelbe · München · Nürnberg · Rhein-Main · RheinNeckar · Rhein-Ruhr · Rostock · Stuttgart

In planning: Münsterland · Saarland · Regensburg

Voormalig: Erfurt · Peenemünde